# Hallermadonnan
Madonnan med barnet eller Hallermadonnan är en oljemålning av den tyske renässanskonstnären Albrecht Dürer. Verket är dubbelsidigt och på andra sidan finns målningen Lot och hans döttrar. De målades omkring 1496–1499 och ingår sedan 1952 i National Gallery of Arts samlingar i Washington.  
Madonnan med barnet är sannolikt det vanligaste motivet i renässanskonsten och skildrar Jungfru Maria och Jesusbarnet. I handen håller barnet ett äpple som symboliserar människans syndafall (Eva håller äpplet på exakt samma sätt i Dürer kopparstick Adam och Eva) och frälsning genom Jesus Kristus. I de nedre hörnen syns Nürnbergfamiljerna Haller och Kobergers vapensköldar. Det var Wolf Haller som beställde tavlan, därav dess alternativa namn. Han gifte sig 1491 med Ursula Koberger och sannolikt har tavlan utgjort en del av parets privataltare.
Den andra sidan skildrar den gammaltestamentliga berättelsen om Lot och hans två döttrars flykt från Sodom som i bakgrunden brinner sedan Gud bestämt att den ska förstöras på grund av invånarnas syndiga leverne (Första Moseboken 19).   

## Bilder

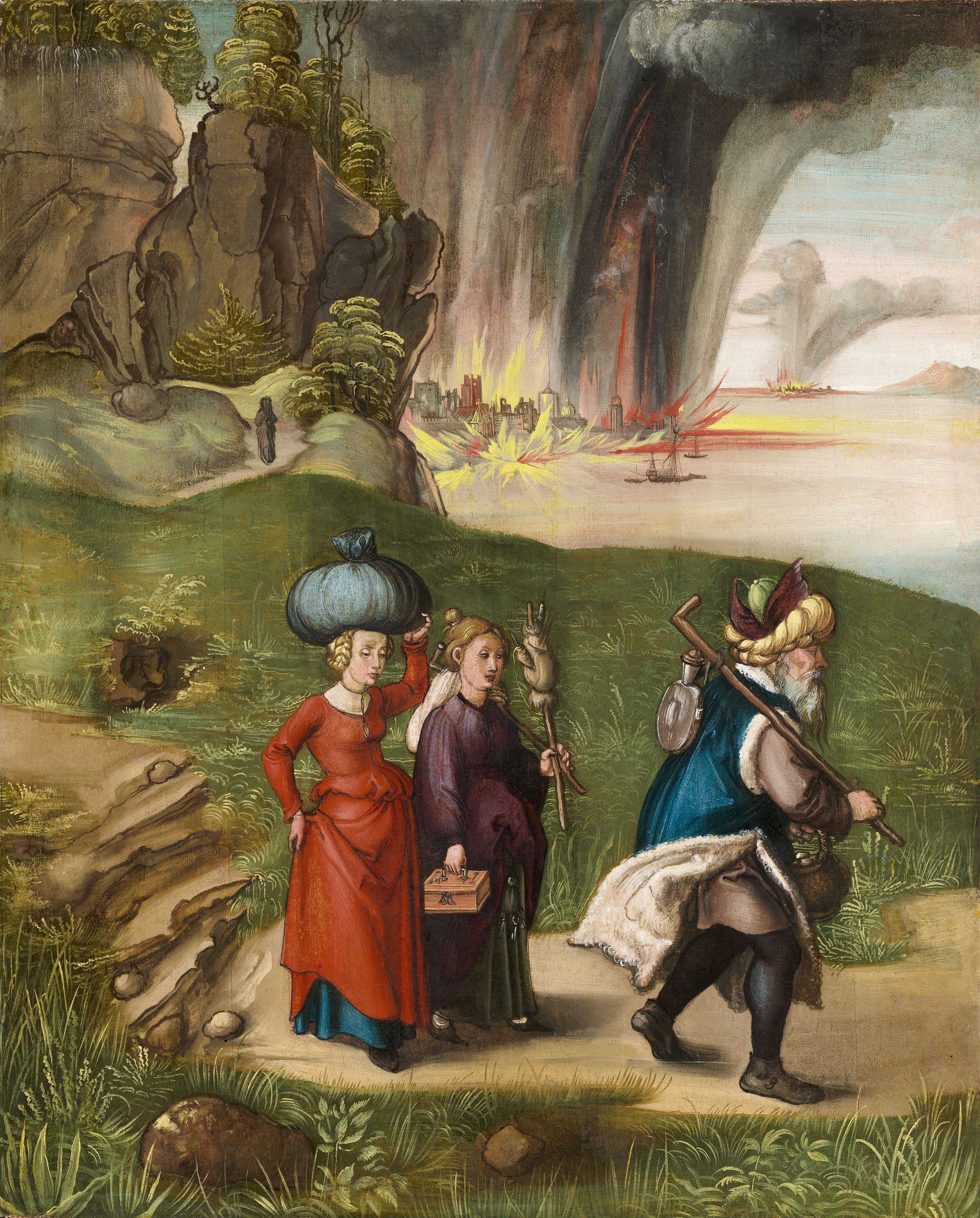
Lot och hans döttrar.